# 1-й избирательный округ штата Калифорния
1-й избирательный округ штата Калифорния — это избирательный округ Палаты представителей США, расположенный в Калифорнии, который на данный момент представляет республиканец Даг ЛаМальфа.
В настоящее время округ охватывает северо-восточную часть штата. После выборов 2022 года в него входят округа Бьютт, Колуса, Гленн, Лассен, Модок, Шаста, Сискию, Саттер и Техейма и большая часть округа Юба. Крупнейшие города округа — Чико, Реддинг и Юба-Сити.
До изменения границ в 2021 году в него входили округа Бьютт, Лассен, Модок, Плумас, Шаста, Сьерра, Сискию, Техейма, большая часть округа Невада, часть округа Гленн и округа Пласер. При изменении границ в 2021 году к округу была добавлена зона Юба-Саттер и убрана большая часть зоны Сьерра-Невада.

## Результаты выборов по штатам
| Год  | Выборы            | Результат                                                            |
| ---- | ----------------- | -------------------------------------------------------------------- |
| 1990 | Губернатор        | Дайэнн Файнстайн (Д) 51.6 – 42.3%                                    |
| 1992 | Президент         | Билл Клинтон (Д) 46.8 – 29.2%                                        |
| 1992 | Сенатор           | Барбара Боксер (Д) 49.8 – 39.4%                                      |
| 1992 | Сенатор           | Дайэнн Файнстайн (Д) 57.9 – 33.8%                                    |
| 1994 | Губернатор        | Пит Уилсон (Р) 53 – 41.8%                                            |
| 1994 | Сенатор           | Дайэнн Файнстайн (Д) 47.9 – 43.1%                                    |
| 1996 | Президент         | Билл Клинтон (Д) 48.2 – 35.4%                                        |
| 1998 | Губернатор        | Грей Дэвис (Д) 56.8% – 35.9%                                         |
| 1998 | Сенатор           | Барбара Боксер (Д) 53.2 – 41.8%                                      |
| 2000 | Президент         | Эл Гор (Д) 49 — 47 %                                                 |
| 2000 | Сенатор           | Дайэнн Файнстайн (Д) 53.1 – 36%                                      |
| 2002 | Губернатор        | Грей Дэвис (Д) 46.9 – 36.3%                                          |
| 2003 | Отзыв губернатора | Вопрос о снятии Грея Дэвиса с поста губернатора (Нет) 53 – 47%       |
| 2003 | Отзыв губернатора | Арнольд Шварценеггер (Р) 40.8 – 36%                                  |
| 2004 | Президент         | Джон Керри (Д) 59.7 – 38.4%                                          |
| 2004 | Сенатор           | Барбара Боксер (Д) 60.5 – 34.2%                                      |
| 2006 | Губернатор        | Арнольд Шварценеггер (Р) 51 – 40.9%                                  |
| 2006 | Сенатор           | Дайэнн Файнстайн (Д) 62.7 – 29.6%                                    |
| 2008 | Президент         | Барак Обама (Д) 65.6 – 31.7%                                         |
| 2010 | Губернатор        | Джерри Браун (Д) 57 – 35.9%                                          |
| 2010 | Сенатор           | Барбара Боксер (Д) 59.4 – 34.6%                                      |
| 2012 | Президент         | Митт Ромни (Р) 56.6 – 40.3%                                          |
| 2012 | Сенатор           | Элизабет Эмкен (Р) 57.5 – 42.5%                                      |
| 2014 | Губернатор        | Нил Кашкари (Р) 49 — 47 %                                            |
| 2016 | Президент         | Дональд Трамп (Р) 56.2 – 36.5%                                       |
| 2016 | Сенатор           | Камала Харрис (Д) 59.7 – 40.3%                                       |
| 2018 | Губернатор        | Джон Кокс (Р) 61.2 – 38.8%                                           |
| 2018 | Сенатор           | Кевин де Леон (Д) 59.9 – 40.1%                                       |
| 2020 | Президент         | Дональд Трамп (Р) 56.4 – 41.1%                                       |
| 2021 | Губернатор        | Вопрос о снятии Гэвина Ньюсома с поста губернатора (Да) 61.8 – 38.2% |
| 2022 | Губернатор        | Брайан Дале (Р) 67.2 – 32.8%                                         |
| 2022 | Сенатор           | Марк Мейзер (Р) 63.7 – 36.3%                                         |

## География округа
| Округ   | Административный центр | Население (2020) |
| ------- | ---------------------- | ---------------- |
| Бьютт   | Оровилл                | 211,632          |
| Шаста   | Реддинг                | 182,155          |
| Саттер  | Юба-Сити               | 99,633           |
| Техейма | Ред-Блафф              | 65,829           |
| Сискию  | Уайрика                | 44,076           |
| Лассен  | Сузанвилл              | 32,730           |
| Гленн   | Уиллоус                | 28,917           |
| Колуса  | Колуса                 | 21,839           |
| Модок   | Альтурас               | 8,700            |

### Города с населением 10 000 человек и более (2020)
- Чико — 101 000
- Реддинг — 93 611
- Юба-Сити — 70,117[5]
- Оровилл — 20 042
- Сузанвилл — 16 728
- Ред-Блафф — 14 710[5]
- Андерсон[англ.] — 11 323
- Шаста-лейк[англ.] — 10 371

### Города с населением менее 10 000 человек (2020)
- Лайв-оак[англ.] — 9 106[6]
- Корнинг — 8 244
- Орланд — 7 622[7]
- Гридли — 7 421[8]
- Колуса — 6 166
- Уиллоус — 6 072
- Уильямс[англ.] — 5 123
- Уитленд — 3 873
- Альтурас — 2 715

## Список представителей округа
| Представитель                           | Партия               | Года                            | Конгресс       | Электоральная история                                                                                     | Расположение округа |
| --------------------------------------- | -------------------- | ------------------------------- | -------------- | --- | --- |
| Округ был сформирован 4 марта 1865 года |                      |                                 |                | | |
| Дональд Макруэр (Сан-Франциско)         | Республиканская      | 4 марта 1865 – 3 марта 1867     | 39-й           | Был избран в 1864 году. Ушел в отставку.                                                                  | 1865–1873 Фресно, Иньо, Керн, Лос-Анджелес, Марипоса, Мерсед, Монтерей, Сан-Диего, Сан-Франциско, Сан-Луис-Обиспо, Сан-Матео, Санта-Барбара, Санта-Клара, Санта-Круз, Станисло, Туларе                                     |
| Сэмюэл Экстелл (Сан-Франциско)          | Демократическая      | 4 марта 1867 – 3 марта 1871     | 40-й 41-й      | Был избран в 1867 году. Был переизбран в 1868 году. Ушел в отставку.                                      | 1865–1873 Фресно, Иньо, Керн, Лос-Анджелес, Марипоса, Мерсед, Монтерей, Сан-Диего, Сан-Франциско, Сан-Луис-Обиспо, Сан-Матео, Санта-Барбара, Санта-Клара, Санта-Круз, Станисло, Туларе                                     |
| Шерман Хоутон (Сан-Хосе)                | Республиканская      | 4 марта 1871 – 3 марта 1873     | 42-й           | Был избран в 1871 году. Был переведен в 4-й округ.                                                        | 1865–1873 Фресно, Иньо, Керн, Лос-Анджелес, Марипоса, Мерсед, Монтерей, Сан-Диего, Сан-Франциско, Сан-Луис-Обиспо, Сан-Матео, Санта-Барбара, Санта-Клара, Санта-Круз, Станисло, Туларе                                     |
| Чарльз Клейтон (Сан-Франциско)          | Республиканская      | 4 марта 1873 – 3 марта 1875     | 43-й           | Был избран в 1872 году. Ушел в отставку.                                                                  | 1873–1885 Сан-Франциско |
| Уильям Пайпер (Сан-Франциско)           | Демократическая      | 4 марта 1875 – 3 марта 1877     | 44-й           | Был избран в 1875 году. Проиграл в 1876 году.                                                             | 1873–1885 Сан-Франциско |
| Хорас Дэвис (Сан-Франциско)             | Республиканская      | 4 марта 1877 – 3 марта 1881     | 45-й 46-й      | Был избран в 1876 году. Был переизбран в 1879 году. Проиграл в 1880 году.                                 | 1873–1885 Сан-Франциско |
| Уильям Роузкранс (Сан-Франциско)        | Демократическая      | 4 марта 1881 – 3 марта 1885     | 47-й 48-й      | Был избран в 1880 году. Был переизбран в 1882 году. Ушел в отставку.                                      | 1873–1885 Сан-Франциско |
| Барклай Хенли (Санта-Роза)              | Демократическая      | 4 марта 1885 – 3 марта 1887     | 49-й           | Был переведен из 3 округа и переизбран в 1884 году.Ушел в отставку.                                       | 1885–1895 Колуса, Дел-Норт, Гумбольдт, Лейк, Лассен, Мендосино, Модок, Напа, Плумас, Шаста, Сьерра, Сискию, Сонома, Техейма, Тринити                                                                                       |
| Томас Томпсон (Санта-Роза)              | Демократическая      | 4 марта 1887 – 3 марта 1889     | 50-й           | Был избран в 1886 году. Проиграл в в 1888 году.                                                           | 1885–1895 Колуса, Дел-Норт, Гумбольдт, Лейк, Лассен, Мендосино, Модок, Напа, Плумас, Шаста, Сьерра, Сискию, Сонома, Техейма, Тринити                                                                                       |
| Джон де Хэвен (Юрика)                   | Республиканская      | 4 марта 1889 – 3 марта 1890     | 51-й           | Был избран в 1888 году. Ушел в отставку, чтобы занять должность судьи Верховного суда Калифорнии.         | 1885–1895 Колуса, Дел-Норт, Гумбольдт, Лейк, Лассен, Мендосино, Модок, Напа, Плумас, Шаста, Сьерра, Сискию, Сонома, Техейма, Тринити                                                                                       |
| Вакантное место                         | Вакантное место      | 1 октября 1890 – 9 декабря 1890 | 51-й           | - | 1885–1895 Колуса, Дел-Норт, Гумбольдт, Лейк, Лассен, Мендосино, Модок, Напа, Плумас, Шаста, Сьерра, Сискию, Сонома, Техейма, Тринити                                                                                       |
| Томас Гири (Санта-Роза)                 | Демократическая      | 4 марта 1890 – 3 марта 1895     | 51-й 52-й 53-й | Был избран, чтобы завершить срок де Хэвена. Был переизбран в 1890 и 1892 годах. Был переведен во 2 округ. | 1885–1895 Колуса, Дел-Норт, Гумбольдт, Лейк, Лассен, Мендосино, Модок, Напа, Плумас, Шаста, Сьерра, Сискию, Сонома, Техейма, Тринити                                                                                       |
| Джон Барэм (Санта-Роза)                 | Республиканская      | 4 марта 1895 – 3 марта 1901     | 54-й 55-й 56-й | Был избран в 1894 году. Был переизбран в 1896 и 1898 годах. Ушел в отставку.                              | 1895–1903 Дел-Норт, Гумбольдт, Лассен, Мендосино, Модок, Напа, Плумас, Шаста, Сьерра, Сискию, Сонома, Техейма, Тринити, Марин                                                                                              |
| Фрэнк Кумбс (Напа)                      | Республиканская      | 4 марта 1865 – 3 марта 1867     | 39-й           | Был избран в 1864 году. Ушел в отставку.                                                                  | 1895–1903 Дел-Норт, Гумбольдт, Лассен, Мендосино, Модок, Напа, Плумас, Шаста, Сьерра, Сискию, Сонома, Техейма, Тринити, Марин                                                                                              |
| Джеймс Гиллетт (Юрика)                  | Республиканская      | 4 марта 1865 – 3 марта 1867     | 39-й           | Был избран в 1864 году. Ушел в отставку.                                                                  | 1903–1913 Алпайн, Амадор, Калаверас, Дел-Норт, Эль-Дорадо, Гумбольдт, Лассен, Марипоса, Модок, Моно, Невада, Пласер, Плумас, Шаста, Сьерра, Сискию, Техейма, Тринити, Туолумне                                             |
| Вакантное место                         | Вакантное место      | 4 ноября 1906 – 6 ноября 1906   | 59-й           | | 1903–1913 Алпайн, Амадор, Калаверас, Дел-Норт, Эль-Дорадо, Гумбольдт, Лассен, Марипоса, Модок, Моно, Невада, Пласер, Плумас, Шаста, Сьерра, Сискию, Техейма, Тринити, Туолумне                                             |
| Уильям Энглбрайт (Невада-Сити)          | Республиканская      | 4 марта 1865 – 3 марта 1867     | 39-й           | Был избран в 1864 году. Ушел в отставку.                                                                  | 1903–1913 Алпайн, Амадор, Калаверас, Дел-Норт, Эль-Дорадо, Гумбольдт, Лассен, Марипоса, Модок, Моно, Невада, Пласер, Плумас, Шаста, Сьерра, Сискию, Техейма, Тринити, Туолумне                                             |
| Джон Рейкер (Альтурас)                  | Демократическая      | 4 марта 1911 - 3 марта 1913     | 39-й           | Был избран в 1864 году. Ушел в отставку.                                                                  | 1903–1913 Алпайн, Амадор, Калаверас, Дел-Норт, Эль-Дорадо, Гумбольдт, Лассен, Марипоса, Модок, Моно, Невада, Пласер, Плумас, Шаста, Сьерра, Сискию, Техейма, Тринити, Туолумне                                             |
| Уильям Кент (Кентфилд)                  | Независимый кандидат | 4 марта 1865 – 3 марта 1867     | 39-й           | Был избран в 1864 году. Ушел в отставку.                                                                  | 1943–1953 Бьютт, Колуса, Дел-Норт, Гленн, Гумбольдт, Лейк, Марин, Мендосино, Сонома, Саттер, Юба Территория округа изменилась во время срока Хьюберта Скаддера.                                                            |
| Кларенс Лиа (Санта-Роза)                | Демократическая      | 4 марта 1865 – 3 марта 1867     | 39-й           | Был избран в 1864 году. Ушел в отставку.                                                                  | 1943–1953 Бьютт, Колуса, Дел-Норт, Гленн, Гумбольдт, Лейк, Марин, Мендосино, Сонома, Саттер, Юба Территория округа изменилась во время срока Хьюберта Скаддера.                                                            |
| Хьюберт Скаддер (Себастопол)            | Республиканская      | 3 января 1949 – 3 января 1959   | 39-й           | Был избран в 1864 году. Ушел в отставку.                                                                  | 1953–1963 Дел-Норт, Гумбольдт, Лейк, Марин, Мендосино, Напа, Сонома Территория округа изменилась во время переизбрания нового представителя округа.                                                                        |
| Клемент Миллер (Корте Мадера)           | Демократическая      | 4 марта 1865 – 3 марта 1867     | 86-й 87-й      | Был избран в 1958 году. Умер.                                                                             | 1953–1963 Дел-Норт, Гумбольдт, Лейк, Марин, Мендосино, Напа, Сонома Территория округа изменилась во время переизбрания нового представителя округа.                                                                        |
| Вакантное место                         | Вакантное место      | 7 октября 1962 – 22 января 1963 | 87-й 88-й      | | 1953–1963 Дел-Норт, Гумбольдт, Лейк, Марин, Мендосино, Напа, Сонома 1963–1967 Дел-Норт, Гумбольдт, Марин, Мендосино, Напа, Сонома Территория округа изменилась во время срока Дональда Клаузена.                           |
| Дональд Клаузен (Кресент-Сити)          | Республиканская      | 4 марта 1865 – 3 марта 1867     | 39-й           | Был избран в 1864 году. Ушел в отставку.                                                                  | 1967–1973 Дел-Норт, Гумбольдт, большая часть округа Марин, Мендосино, Напа, Сонома 1973–1983 Бьютт, Гленн, Лассен, Модок, Невада, Пласер, Плумас, Шаста, Сьерра, Сискию, Техейма, Тринити, Юба                             |
| Гарольд Джонсон (Розвилл)               | Демократическая      | 4 марта 1865 – 3 марта 1867     | 39-й           | Был избран в 1864 году. Ушел в отставку.                                                                  | 1973–1983 Бьютт, Гленн, Лассен, Модок, Невада, Пласер, Плумас, Шаста, Сьерра, Сискию, Техейма, Тринити, Юба |
| Юджин Чаппи (Розвилл)                   | Республиканская      | 4 марта 1865 – 3 марта 1867     | 39-й           | Был избран в 1864 году. Ушел в отставку.                                                                  | 1973–1983 Бьютт, Гленн, Лассен, Модок, Невада, Пласер, Плумас, Шаста, Сьерра, Сискию, Техейма, Тринити, Юба |
| Дуглас Боско (Оксидентал)               | Демократическая      | 4 марта 1865 – 3 марта 1867     | 39-й           | Был избран в 1864 году. Ушел в отставку.                                                                  | 1983–1993 Дел-Норт, Гумбольдт, западная часть Лейка, Мендосино, южная часть Напы, северная часть Сономы |
| Фрэнк Риггс (Санта-Роза)                | Республиканская      | 4 марта 1865 – 3 марта 1867     | 39-й           | Был избран в 1864 году. Ушел в отставку.                                                                  | 1983–1993 Дел-Норт, Гумбольдт, западная часть Лейка, Мендосино, южная часть Напы, северная часть Сономы |
| Даниэль Гамбург (Юкайа)                 | Демократическая      | 4 марта 1865 – 3 марта 1867     | 103-й          | Был избран в 1864 году. Ушел в отставку.                                                                  | 1993–2003 Дел-Норт, Гумбольдт, западная часть Лейка, Мендосино, северо-западная часть Солано, северо-восточная часть Сономы                                                                                                |
| Фрэнк Риггс (Виндзор)                   | Республиканская      | 4 марта 1865 – 3 марта 1867     | 39-й           | Был избран в 1864 году. Ушел в отставку.                                                                  | 1993–2003 Дел-Норт, Гумбольдт, западная часть Лейка, Мендосино, северо-западная часть Солано, северо-восточная часть Сономы                                                                                                |
| Майк Томпсон (Сент-Хелина)              | Демократическая      | 4 марта 1865 – 3 марта 1867     | 39-й           | Был избран в 1864 году. Ушел в отставку.                                                                  | 1993–2003 Дел-Норт, Гумбольдт, западная часть Лейка, Мендосино, северо-западная часть Солано, северо-восточная часть Сономы 2003–2013 Дел-Норт, Гумбольдт, Лейк, Мендосино, Напа, восточная часть Сономы, южная часть Йоло |
| Даг ЛаМальфа (Оровилл)                  | Республиканская      | 3 января 2013 – н.в.            | 39-й           | Был избран в 1864 году. Ушел в отставку.                                                                  | 2013–2023 Бьютт, Лассен, Модок, Плумас, Шаста, Сискию, Сьерра, Техейма и части округов Гленн, Невады и Пласер. Также в округ вошли Чико, Реддинг. 2023–н.в.                                                                |